# Wijkiella kenyae
Wijkiella kenyae là một loài rêu trong họ Sematophyllaceae. Loài này được Bizot & Lewinsky mô tả khoa học đầu tiên năm 1978.